# Iomega Bernoulli Box

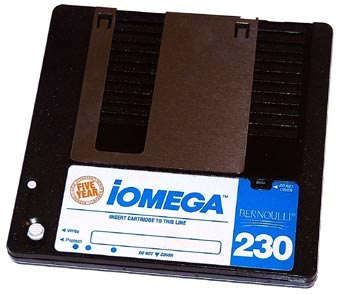
Disc Bernoulli de 230 MB

La Bernoulli Box  (o simplement  Bernoulli ) és un dispositiu extraïble d'emmagatzematge massiu dissenyat i comercialitzat per Iomega el 1983. Va ser el seu primer producte popular.
El desenvolupament va començar el 1980 i els va costar dos anys. El prototip Alpha-10, de 8 polzades i 10 MB de capacitat és presentat en 1982
La unitat gira un disc de Politereftalat d'etilè biaxial orientat (boPET) a unes 3.000 revolucions per minut, 1 micròmetre sobre un cap magnètic lectura-escriptura, utilitzant el Principi de Bernoulli. Cada disc està contingut en un cartutx plàstic de 136 mm d'ample, 140 mm de llarg i 9 mm de gruix, amb una aparença externa semblant a un disquet de 3,5 polzades. Els discs Bernoulli es van fabricar amb les següents capacitats: 35 MB, 44 MB, 65 MB, 90 MB (finals de la dècada de 1980), 105 MB, 150 MB, i en 1994, 230 MB. Hi ha quatre tipus d'unitats, agrupats per la seva màxima capacitat de lectura: 44 MB, 90 MB, 150 MB, i 230 MB. La interfície és habitualment SCSI.
Els discs tenen un interruptor per activar/desactivar la protecció contra escriptura.
Les Bernoulli box originals tenien una capacitat de 5, 10, i 20 MB. Tenien una mida de 210 mm per 275 mm. Les unitats lectograbadoras eren com a unitats internes que podien fixar-se en qualsevol badia de disc de 5,25 polzades, o com a unitats externes amb una o dues lectores en una caixa autocontinguda amb la seva pròpia font d'alimentació connectada l'ordinador host mitjançant un cable extern SCSI.
La Bernoulli Box és el precursor directe d'un altre dels productes més populars de Iomega, el Iomega Zip, introduït el 1994, que usava una tecnologia similar.